# منزلي الجهنمي الحبيب (فلم)
منزلي الجهنمي الحبيب (بالإنجليزية: Home Sweet Hell)  فيلم رعب كوميدي أمريكي تم إصداره عام 2015 من إخراج أنتوني بيرنز و الكتابة  كارلو ألين , تيد إريك , توم لافاجنينو.  بطولة باتريك ويلسون ، كاثرين هيغل.

## ملخص القصة
دون تشامبين رجل لديه كل شيء: عمل ناجح ، منزل مثالي ، أطفال مثاليون و زوجة مثالية (مونا تشامبين). ولكن حياته تنقلب رأسًا على عقب حين يقع في علاقة غرامية مع فتاة المبيعات الجديدة (داستي)، وتعرف زوجته  بأمر العلاقة، يبدو أنها ستفعل أي شيء على الإطلاق لتحافظ على حياتها التي تسير بشكل يبدو مثاليًا، حتى لو كان الثمن هو أكثر الأفعال عنفًا وجنونًا.

## الممثلون
| الممثل           | الدور/الوظيفة |
| ---------------- | ------------- |
| باتريك ويلسون    | دون تشامبين   |
| كاثرين هيجل      | مونا تشامبين  |
| جوردانا برويستير | داستي         |
| يوهانس مايلز     | آندري         |
| برايس جونسون     | لاني كيلسو    |
| أيه جي باكلي     | ميرفي         |
| كيفين ماكيد      | فريمان        |
| جيمس بيلوشي      | لِس            |

## روابط خارجية
- مقالات تستعمل روابط فنية بلا صلة مع ويكي بيانات